# Phillip Phillips
Phillip LaDon Phillips, Jr. (Leesburg, 20 de Setembro de 1990) é um cantor e compositor norte-americano. Ficou conhecido por ter vencido a décima primeira temporada do reality show American Idol.

## American Idol
Phillip fez o teste em Savannah, Georgia. A canção  "Superstition" de Stevie Wonder foi escolhida pelo mesmo para apresentar-se perante os juízes, porém os mesmos pediram-lhe que cantasse algo com seu violão, e Phillip cantou "Thriller" de Michael Jackson, avançando então para a segunda etapa do programa, onde apresentaria-se com os outros candidatos selecionados, em Hollywood.
Em 23 de fevereiro de 2012, Phillip foi escolhido como um dos integrantes do Top 24. Para as semifinais, ele cantou "In the Air Tonight" de Phil Collins. Ele foi um dos cinco mais votados do sexo masculino e avançou para o Top 13.[carece de fontes?]
No dia 23 de maio de 2012, tornou-se o vencedor da competição.
Seus artista favoritos são Dave Matthews, Tool, Jonny Lang, Mumford & Sons entre outros
Casou em Outubro de 2015 com a namorada de colégio Hannah Blackwell.

### Problema de saúde
No dia 8 de março de 2012 Phill foi levado as pressas para um hospital após sentir fortes dores abdominais devido um problema de cálculo renal. O caso pareceu grave, porém não foi suficiente para o cantor desligar-se da competição. Phillip já passou por cinco cirurgias para retirada de pedra nos rins desde outubro de 2011.[carece de fontes?]
O músico se recuperou e continuou na competição como um dos 2 finalistas.

### Performances e resultados
| Episódio                          | Tema                                                             | Música                                                                                       | Intérprete Original                        |
| --------------------------------- | ---------------------------------------------------------------- | -------------------------------------------------------------------------------------------- | ------------------------------------------ |
| Audição                           | Audição                                                          | "Superstition"                                                                               | Stevie Wonder                              |
| Audição                           | Audição                                                          | "Thriller"                                                                                   | Michael Jackson                            |
| Apresentação em Hollywood, Part 1 | Apresentação solo                                                | "Papa's Got a Brand New Bag"                                                                 | James Brown                                |
| Apresentação em Hollywood, Part 2 | Performance em grupo.                                            | "Broken Strings"                                                                             | James Morrison ft. Nelly Furtado           |
| Apresentação em Hollywood, Part 3 | Segunda apresentação solo                                        | "Wicked Game"                                                                                | Chris Isaak                                |
| Apresentação em Las Vegas.        | Músicas dos anos 50 e 60 Performance em grupo                    | "I Only Have Eyes for You"                                                                   | Dick Powell & Ruby Keeler                  |
| Música Para Julgamento Final      | Apresentação solo final do Top 25.                               | "Nice & Slow"                                                                                | Usher                                      |
| Top 25                            | Personal Choice                                                  | "In the Air Tonight"                                                                         | Phil Collins                               |
| Top 13                            | Stevie Wonder                                                    | "Superstition"                                                                               | Stevie Wonder                              |
| Top 11                            | Música da década em que nasceram.                                | "Hard to Handle"                                                                             | Otis Redding                               |
| Top 10                            | Billy Joel                                                       | "Movin' Out"                                                                                 | Billy Joel                                 |
| Top 9                             | Músicas dos seus ídolos                                          | "Still Raining"                                                                              | Jonny Lang                                 |
| Top 8 Top 8 Dueto                 | Músicas dos anos 80.                                             | "That's All" Dueto "Stop Draggin' My Heart Around" com Elise Testone                         | Genesis Stevie Nicks & Tom Petty           |
| Top 7 Top 7 Dueto                 | Músicas de 2010.                                                 | "Give A Little More" Dueto "Somebody That I Used to Know " com Elise Testone                 | Maroon 5 Gotye                             |
| Top 6                             | Queen, e Tema Livre.                                             | "Fat Bottomed Girls" " The Stone "                                                           | Queen Dave Matthews Band                   |
| Top 5                             | Anos 60, e Músicas Britânicas                                    | "The Letter" "Time of The Season " Dueto "You've Lost That Loving Feeling " com Joshua Ledet | The Box Tops The Zombies Johnny Rivers     |
| Top 4                             | California Dreamin, e Songs I Wish I Wrote                       | "Have You Ever Seen The Rain" Volcano" Dueto "This Love" com Joshua Ledet                    | Creedence Damien Rice Maroon 5             |
| Top 3                             | Escolha dos Jurados, Escolha Própria e Escolha de Jimmy Iovine   | "Beggin" Disease" "We've Got Tonight"                                                        | The Four Seasons Matchbox Twenty Bob Seger |
| Final                             | Escolha de Simon Fuller, Performance Favorita e Canção Vencedora | "Stand by Me" Movin' Out (Anthony's Song)" "Home"                                            | Ben E. King Billy Joel Greg Holden         |

## Discografia

### Álbuns de estúdio
| Ano  | Detalhes | Melhores posições | Melhores posições | Melhores posições | Melhores posições | Vendas        | Certificações           |
| Ano  | Detalhes | EUA               | CAN               | AUS               | NZL               | Vendas        | Certificações           |
| ---- | --- | ----------------- | ----------------- | ----------------- | ----------------- | ------------- | ----------------------- |
| 2012 | The World from the Side of the Moon - Lançado: 19 de novembro de 2012 - Formatos: CD, download digital - Gravadora: Interscope | 4                 | 6                 | 56                | 32                | - : 1.100.000 | - : Platina - : Platina |
| 2014 | Behind the Light - Lançado: 19 de maio de 2014 - Formatos: CD, download digital - Gravadora: Interscope                        | 7                 | 7                 | —                 | 24                | - : 150.000   |                         |
| 2018 | Collateral - Lançado: 19 de janeiro de 2018 - Formatos: CD, download digital - Gravadora: Interscope                           | 141               | —                 | —                 | —                 |               |                         |

### Álbuns de compilação
| Ano  | Detalhes | Melhores posições | Melhores posições | Melhores posições | Melhores posições | Certificações |
| Ano  | Detalhes | EUA               | CAN               | AUS               | NZL               | Certificações |
| ---- | --- | ----------------- | ----------------- | ----------------- | ----------------- | ------------- |
| 2012 | Phillip Phillips: Journey to the Finale - Lançado: 23 de maio de 2012 - Formatos: download digital - Gravadora: 19 Records | 11                | 30                | —                 | —                 | - : 45.000    |

### Extended plays
| Ano  | Detalhes                                                                                                | Melhores posições | Melhores posições | Melhores posições | Melhores posições | Certificações |
| Ano  | Detalhes                                                                                                | EUA               | CAN               | AUS               | NZL               | Certificações |
| ---- | --- | ----------------- | ----------------- | ----------------- | ----------------- | ------------- |
| 2012 | American Idol Season 11 Highlights - Lançado: 3 de julho de 2012 - Formatos: CD - Gravadora: 19 Records | 25                | 67                | —                 | —                 | - : 82.000    |

### Singles
| Ano  | Single               | Melhores posições | Melhores posições | Melhores posições | Melhores posições | Melhores posições | Melhores posições | Melhores posições | Melhores posições | Melhores posições | Melhores posições | Certificações                                        | Álbum                               |
| Ano  | Single               | US                | US Adult          | US AC             | AUS               | BEL (FL)          | BEL (WA)          | CAN               | HOL               | NZL               | UK                | Certificações                                        | Álbum                               |
| ---- | -------------------- | ----------------- | ----------------- | ----------------- | ----------------- | ----------------- | ----------------- | ----------------- | ----------------- | ----------------- | ----------------- | ---------------------------------------------------- | ----------------------------------- |
| 2012 | "Home"               | 6                 | 1                 | 1                 | 56                | 11                | 26                | 6                 | 76                | 28                | 60                | - : 5.400.000 - : 4× Platina - : Ouro - : 4× Platina | The World from the Side of the Moon |
| 2013 | "Gone, Gone, Gone"   | 24                | 3                 | 1                 | —                 | —                 | —                 | 28                | —                 | —                 | —                 | - : 2.000.000 - : Platina - : Platina                | The World from the Side of the Moon |
| 2013 | "Where We Came From" | —                 | —                 | —                 | —                 | —                 | —                 | —                 | —                 | —                 | —                 |                                                      | The World from the Side of the Moon |
| 2014 | "Raging Fire""       | 58                | 7                 | 13                | —                 | —                 | —                 | 26                | —                 | —                 | —                 | - : 300.000                                          | Behind the Light                    |
| 2014 | "Unpack Your Heart"  | —                 | 33                | —                 | —                 | —                 | —                 | —                 | —                 | —                 | —                 |                                                      | Behind the Light                    |
| 2017 | "Miles""             | —                 | 15                | 43                | —                 | —                 | —                 | —                 | —                 | —                 | —                 |                                                      | Collateral                          |
| 2017 | "Magnetic"           | —                 | —                 | —                 | —                 | —                 | —                 | —                 | —                 | —                 | —                 |                                                      | Collateral                          |